# Титце, Генрих Фридрих
Генрих Фридрих Франц Титце (нем. Heinrich Franz Friedrich Tietze; 31 августа 1880 — 17 февраля 1964) — австрийский математик, известный теоремой о продолжении Титце функций топологических пространств действительных чисел. Он также разработал преобразования Титце для заданий и был первым, кто поставил задачу изоморфизма групп. Граф Титце также назван в его честь; он описывает границы разбиения ленты Мебиуса на шесть взаимно смежных областей, найденных Титце в рамках обобщения теоремы о четырёх красках на неориентированные поверхности.

## Образование и карьера
Титце был сыном Эмиля Титце и внуком Франца Риттера фон Хауэра, оба из которых были Австрийскими геологами. Он родился в Шляйнце, Австро-Венгрия, а также изучал математику в Технической школе в Вене начиная с 1898 года. После дополнительных исследований в Мюнхене он вернулся в Вену, где получил докторскую степень, а в 1904 году и его хабилитацию в 1908 году.
С 1910 до 1918 года Титце преподавал математику в Брно, и был назначен ординарным профессором в 1913 году. Он служил в австрийской армии во время Первой мировой войны, а затем вернулся в Брно и в 1919 году занял должность в университете Эрлангена — Нюрнберга, затем в 1925 году снова переехал в Мюнхенский университет Людвига-Максимилиана, где он оставался до конца своей карьеры. Он вышел в отставку в 1950 году и умер в Мюнхене.

## Вклад в науку
- Теорема Титце о продолжении
- Теорема Титце о выпуклом множестве

## Признание и память
- Баварский орден «За заслуги», 1959
- Титце был членом Баварской академии наук и членом Австрийской академии наук.[4]

## Публикации
- "Über Schachturnier-Tabellen", Mathematische Zeitschrift, vol.67, 1957, p.188 (недоступная ссылка)
- "Einige Bemerkungen zum Problem des Kartenfärbens auf einseitigen Flächen", DMV Annual Report 1910 (недоступная ссылка)
- "Über Funktionen, die auf einer abgeschlossenen Menge stetig sind", Journal fur Reine und Angewandte Mathematik, vol.145, 1915
- "Über die mit Lineal und Zirkel und die mit dem rechten Zeichenwinkel lösbaren Konstruktionsaufgaben", Mathematische Zeitschrift vol.46, 1940
- mit Leopold Vietoris "Beziehungen zwischen den verschiedenen Zweigen der Topologie", Enzyklopädie der Mathematischen Wissenschaften 1929 (недоступная ссылка)
- "Über die Anzahl der stabilen Ruhelagen eines Würfels", Elemente der Mathematik vol.3, 1948 (недоступная ссылка)
- "Über die topologische Invarianten mehrdimensionaler Mannigfaltigkeiten", Monatshefte für Mathematik und Фисик, vol. 19, 1908, p.1-118
- "Über Simony Knoten und Simony mit Ketten vorgeschriebenen singulären Primzahlen für die Figur und für ihr Spiegelbild", Mathematische Zeitschrift vol.49, 1943, p.351 (Knot theory)